# سان ميغيل دي فلوفيا
بلدية سان ميغيل دي فلوفيا (بالإسبانية: San Miguel de Fluviá) هي بلدية تقع في مقاطعة جرندة التابعة لمنطقة كتالونيا شمال شرق إسبانيا.

## الديموغرافيا
بلغ عدد سكان بلدية سان ميغيل دي فلوفيا 764 نسمة عام 2011 (وفقاً للمعهد الوطني الإسباني للإحصاء).
| 576 | 603 | 609 | 671 | 710 | 782 | 764 |